# Nikolay Pudov
Nikolay Pudov, né le 7 mars 1930 et mort le 26 mars 1999, est un athlète russe, spécialiste des courses de fond.

## Biographie
Concourant sous les couleurs de l'URSS, il remporte la médaille de bronze du 10 000 mètres lors des championnats d'Europe de 1958, à Stockholm, devancé par le Polonais Zdzisław Krzyszkowiak et l'autre soviétique Yevgeniy Zhukov.

### Palmarès
| Date | Compétition           | Lieu      | Résultat | Épreuve  | Performance  |
| ---- | --------------------- | --------- | -------- | -------- | ------------ |
| 1958 | Championnats d'Europe | Stockholm | 3e       | 10 000 m | 29 min 2 s 2 |

### Records
| Épreuve  | Performance  | Lieu      | Date         |
| -------- | ------------ | --------- | ------------ |
| 10 000 m | 29 min 2 s 2 | Stockholm | 19 août 1958 |